# Abu Dżubajha
Abu Dżubajha (arab. أبو جبيهة) – miasto w południowym Sudanie, w prowincji Kordofan Południowy. Według danych szacunkowych na rok 2008 liczyło 47 188 mieszkańców.